# Cretier (Adelsgeschlecht)

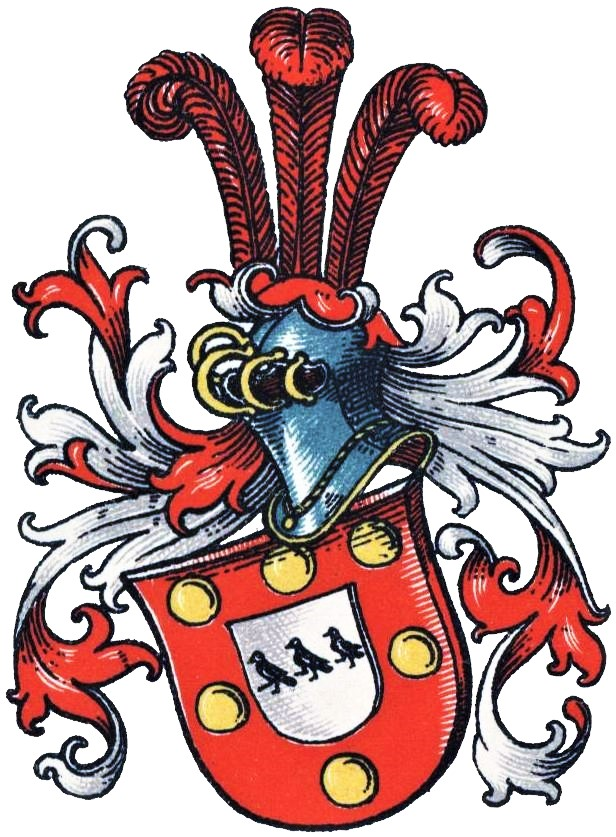
Wappen derer von Cretier im Wappenbuch des Westfälischen Adels

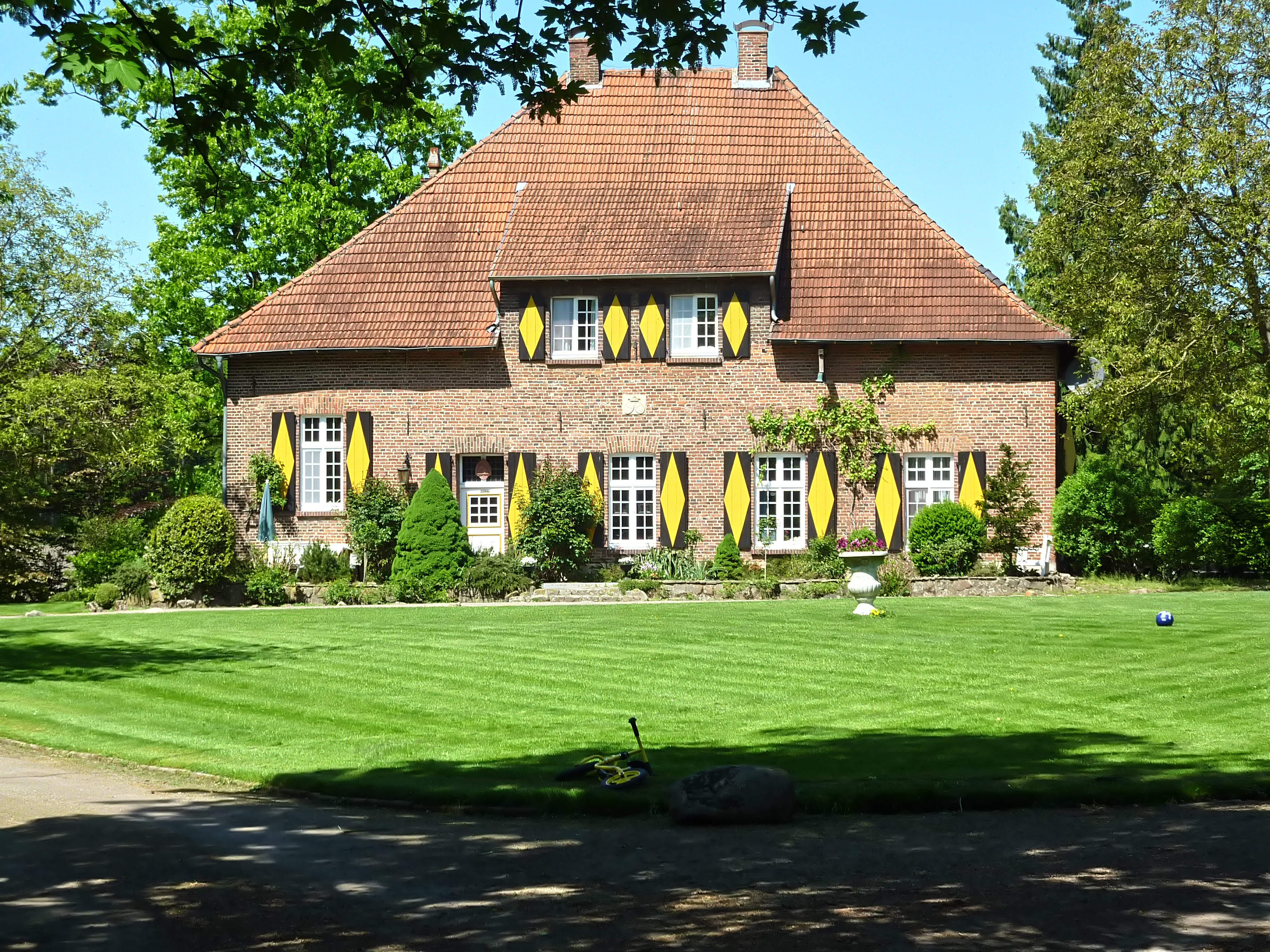
Haus Kretier in Rhede

Cretier (auch Crytere, Kretier, Kreiter o. ä.) ist der Name eines westfälischen Adelsgeschlechts.

## Geschichte
Der Stammsitz des Geschlechts war das nicht-landtagfähige Haus Kretier, auch Gut Hillerding genannt, in Rhede bei Bocholt.
In den Lehnregistern der Bischöfe von Münster findet sich ein Arnt de Wyse gen. Kreytier, der 1390 mit seiner Ehefrau Demoet und seinen Kindern Lambert, Rotger und Mechtild einen Hof und eine Weide im Kreis Bocholt verkaufte. Darüber hinaus ist er mehrfach als Sohn der Eheleute Lambert de Wyse und Mechtelt bezeugt, die 1364 mit Zustimmung ihrer Kinder Egbert, Arnd, Lambert und Ermegard zwei Höfe in der Bauernschaft Baerle im Kreis Bocholt verkauften. 1388 führten die o. g. Brüder Arnd und Lambert bei einem Eigenbehörigentausch mit dem Stift Werden den Beinamen Kreiten. Und noch 1458 führte ein Nachkomme, vermutlich ein Enkel von Arnd, bei einer Belehnung den Beinamen Kreyter. 1439 verkauften Berendt van der Cretier, seine Frau Mente und deren Kinder Arndt, Henrich, Styne, Gertrud, Lsysecke und Grete vor dem Bocholter Richter Johann Tenckinck vom nahegelegenen Haus Tenking eine Rente aus ihren Gütern zu Hilderinck und Berninck im Kirchspiel Rhede und der Bauernschaft Verdinckholte. 1485 wurde Johann van Rede mit dem Gut Buschusen im Kirchspiel Rhede, Bauernschaft Verdincholte, belehnt, das bisher der verstorbene Johann van Cretier zu Lehen trug.
Max von Spießen berichtet fälschlicherweise von einem letzten Vorkommen des Geschlechts im Jahr 1408.

## Wappen
Blasonierung: In Rot ein silberner Herzschild mit drei balkenweise gestellten rechtsgewendeten schwarzen Vögeln belegt. Um den Herzschild sechs (3:2:1) goldene Kugeln. Auf dem Helm drei rote Straußenfedern. Die Helmdecken sind rot-silbern.